# Abraham Latombe

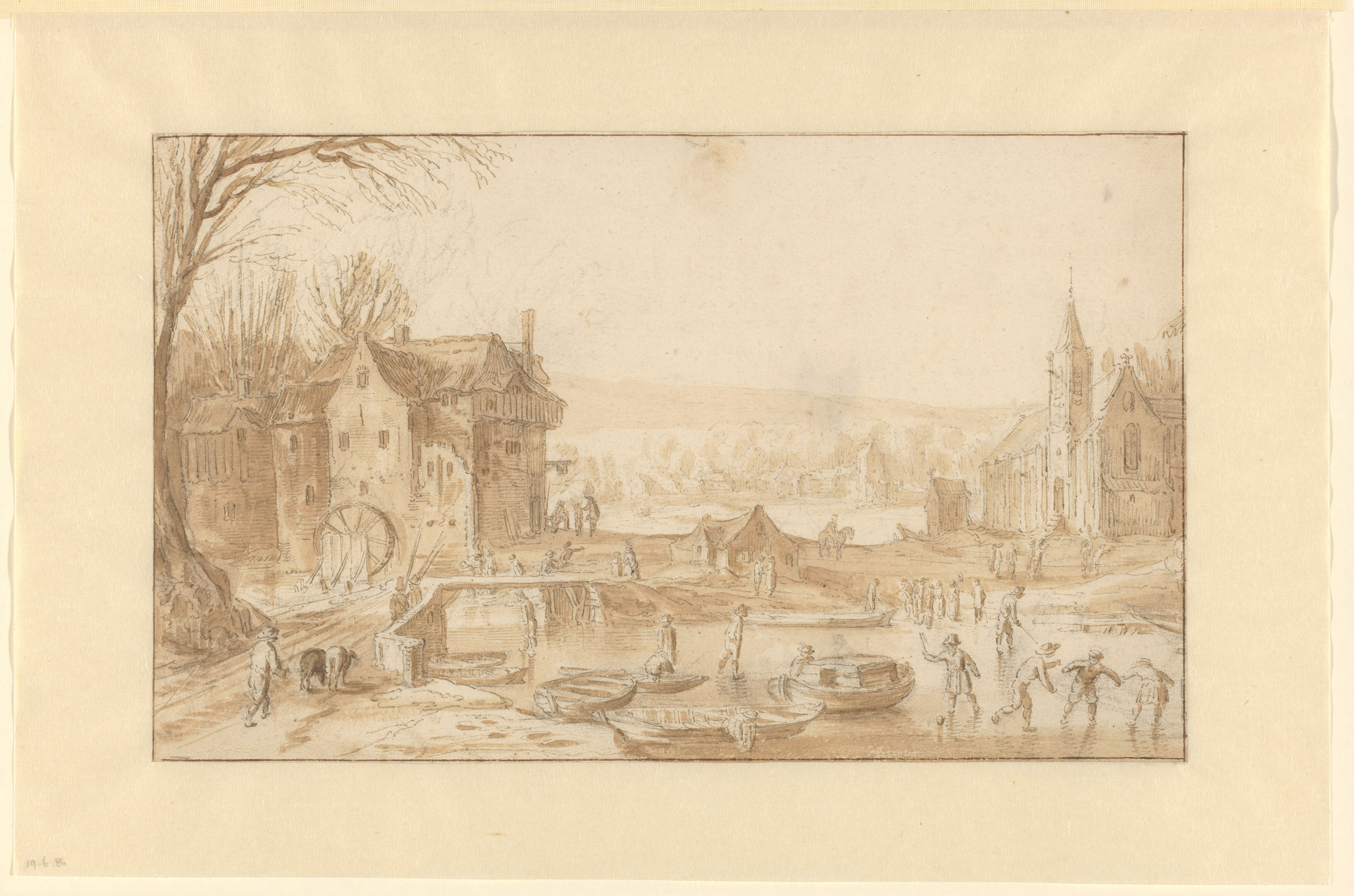
Tekening van Abraham Latombe

Abraham Latombe (Amsterdam, gedoopt op 26 oktober 1597 – ?, na 1628) was een Noord-Nederlandse kunstschilder en tekenaar.
Abraham Latombe was de zoon van Desiderius de Latombe en zijn tweede vrouw Susanna Walschaert. Hij had drie broers, waarvan Pieter Latombe (1593-1677) kunsthandelaar en tekeningverzamelaar was.
Latombe verbleef van 1624 tot 1628 in Rome. In 1624 werd hij daar geregistreerd in een huis aan de Strada Felice in de parochie Sant'Andrea delle Fratte, waar hij inwoonde bij de glasschilder Pieter Harmens. In 1628 woonde hij samen met twee collega's uit Messina. Latombe schilderde landschappen en architectuurvoorstellingen. Naast zijn werk als kunstenaar was hij ook winkelier in schildersbenodigdheden. Daarnaast schreef hij een receptenboek voor schilders.
Latombe was lid van de Bentvueghels, een vereniging van Nederlandse kunstenaars die in Rome werkzaam waren. Zijn bentnaam was "Stoppertje", een bijnaam die hij kreeg vanwege zijn gewoonte om onmiddellijk een pijp te stoppen zodra hij zich bij zijn landgenoten voegde. Jacob Campo Weyerman noemde Abraham "N. la Tombe", waardoor Christiaan Kramm hem abusievelijk de naam "Nicolaas" toebedeelde. Zijn echte voornaam "Abraham" wordt echter bevestigd door een tekening waarop hij wordt afgebeeld als het Bentvueghel-lid met de bentnaam "Stoppertje".  De foutieve naam "Nicolaas Latombe" is echter hardnekkig. 
- Biografisch Portaal: 06539383
- Digitale Bibliotheek voor de Nederlandse Letteren: lato005
- Gemeinsame Normdatei: 13878731X
- RKD-Nederlands Instituut voor Kunstgeschiedenis: 48236
- Union List of Artist Names: 500022792
- Virtual International Authority File: 95821628